# Schützenberg (Gemeinde St. Martin)
Schützenberg ist eine Ortschaft in der Marktgemeinde St. Martin im Bezirk Gmünd in Niederösterreich mit 32 Einwohnern (Stand 1. Jänner 2024).

## Geografie
Schützenberg liegt im Norden des Gemeindegebietes an der Grenze zur die Stadtgemeinde Weitra. Das an der Lainsitz gelegene Dorf wird von der Gmünder Straße erschlossen, von der mehrere Straßen in den Ort abzweigen. Etwas unterhalb mündet von links der Wultschaubach in die Lainsitz. Der Ortsname bedeutet eine Anhöhe, auf dem Schützen (Wehrbauern) siedeln.
Die Ortschaft, zu der auch die Lage Weißenhof zählt, umfasste am 1. April 2020 genau 24 Adressen.

## Geschichte
Die Wehrbauern, die im 12. Jahrhundert von den Kuenringern hier angesiedelt worden waren, wurden mit Freihöfen belehnt. 1380 wurde nach einer Urkunde Ulreich der Schuczenmaister mit einem Freihof „(freys haus zu Pruk)“ an der Lainsitzbrücke und Gründen im „Schuczendorfer Veld“ belehnt. Die Freihöfe waren von Abgaben an die Herrschaft weitgehend befreit. Berichte aus dem 14. Jahrhundert sprechen von drei Freihöfen; diese könnten der Weißenhof, früher Engel- oder Schellerhof genannt, eventuell der Pfaffenhof, und der später Tröstlhof genannte Hof mit Mühle und Säge gewesen sein. Dieser stand an der alten Brücke, um diese zu schützen und könnte der in der Urkunde erwähnte Hof Ulreichs gewesen sein. Ab 1581 war dieser Hof geteilt in den Bauernhof und die Mühle mit Säge, die mit Wasserkraft angetrieben wurden.
Im Jahr 1822 wurde der Ort mit 16 einzelnen Häusern genannt, die nach Weitra eingepfarrt waren, wohin auch die Kinder eingeschult wurden. Die Herrschaft Weitra besaß die Ortsobrigkeit, übte die Landgerichtsbarkeit aus und besorgte die Konskription. Die Untertanen und Grundholde des Ortes gehörten den Herrschaften Weitra, Zwettl und Mailberg an.
Laut Adressbuch von Österreich waren im Jahr 1938 in Schützenberg ein Baumeister, eine Gastwirtin, ein Sägewerk, ein Schmied, eine Ziegelei und einige Landwirte ansässig.
Ab 1850 gehörte Schützenberg zusammen mit den Ortschaften Anger, Schöllbüchl und Langfeld zur damaligen Gemeinde Langfeld. Diese wurde im Zuge der Kommunalreform in Niederösterreich mit Wirkung vom 1. Jänner 1971 mit der Gemeinde St. Martin zusammengelegt. Am 1. Jänner 1972 wurde auch die Gemeinde Harmanschlag in die neue Gemeindestruktur aufgenommen.